# Jim Grabb
Jim Grabb (n. 14 de abril de 1964 en Tucson, Estados Unidos) es un exjugador de tenis estadounidense que sobresalió más que nada en la modalidad de dobles, en la cual conquistó 23 títulos y fue N.º 1 del mundo.

## Finales de Grand Slam

### Campeón Dobles (2)
| Año  | Torneo        | Pareja          | Oponentes en la final            | Resultado          |
| 1989 | Roland Garros | Patrick McEnroe | Mansour Bahrami Eric Winogradsky | 6-4 2-6 6-4 7-6(5) |
| 1992 | US Open       | Richey Reneberg | Kelly Jones Rick Leach           | 3-6 7-6 6-3 6-3    |

### Finalista Dobles (1)
| Año  | Torneo    | Pareja          | Oponentes en la final      | Resultado                   |
| 1992 | Wimbledon | Richey Reneberg | John McEnroe Michael Stich | 7-5 6-7(5) 6-3 6-7(5) 17-19 |

## Finales de Masters Series

### Campeón Dobles (1)
| Año  | Torneo | Pareja      | Oponentes en la final     | Resultado   |
| 1998 | Canadá | Martin Damm | Ellis Ferreira Rick Leach | 6-7 6-2 7-6 |

### Finalista Dobles (3)
| Año  | Torneo       | Pareja          | Oponentes en la final           | Resultado   |
| 1990 | Indian Wells | Patrick McEnroe | Boris Becker Guy Forget         | 6-4 4-6 3-6 |
| 1995 | Miami        | Patrick McEnroe | Todd Woodbridge Mark Woodforde  | 3-6 6-7     |
| 1995 | París        | Todd Martin     | Grant Connell Patrick Galbraith | 2-6 2-6     |